# Luopioinen
Luopioinen a fost o comună din Finlanda.